# Друкована плата

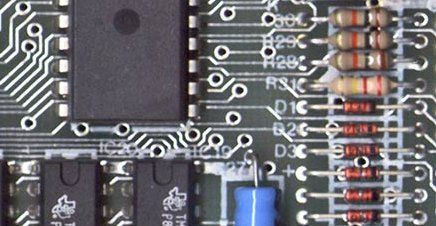
Частина друкованої плати комп'ютера Сінклер ZX Spectrum, 1983 рік

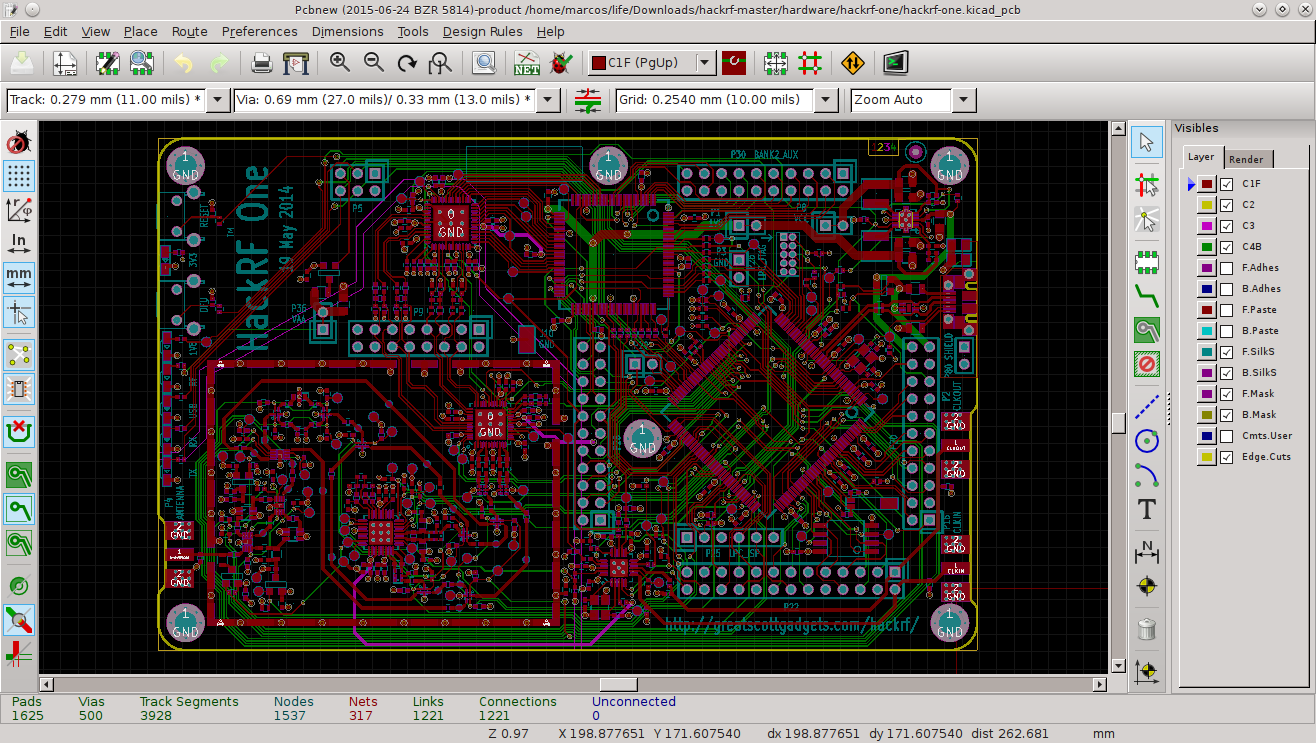
Проект друкованої плати, різними кольорами позначені провідні доріжки на різних шарах плати та маркування елементів (програма KiCad)

Друко́вана пла́та, ДП (англ. printed circuit board, PCB) — пластина, виконана з діелектрика (склотекстоліт, текстоліт, гетинакс, ситал тощо), на якій або/і всередині якої сформовано бодай один шар із провідними доріжками. На друковану плату монтуються електронні компоненти, які з'єднуються своїми виводами з елементами провідного рисунка паянням, або, значно рідше, зварюванням, внаслідок чого складається електронний модуль — змонтована друкована плата.

## Терміни та визначення
Терміни та визначення основних понять у галузі друкованих плат встановлює ДСТУ 2646-94.
Основні з них:
- друкований монтаж — спосіб монтажу, згідно з яким сполучення елементів електричного пристрою виконано за допомогою друкованих провідників;
- рисунок (друкованої плати) — конфігурація провідникового та (або) діелектричного матеріалів, отримана перенесенням відповідного зображення на друковану плату;
- провідний рисунок — рисунок друкованої плати, утворений провідниковим матеріалом;
- основа (друкованої плати) — частина друкованої плати, на поверхні або в об'ємі якої виконано провідний рисунок;
- однобічна друкована плата — друкована плата з провідним рисунком лише на одному боці;
- товщина (друкованої плати) — товщина матеріалу основи друкованої плати, включаючи провідний рисунок або рисунки;
- друкований провідник — одна провідна смужка у провідному рисунку;
- ширина друкованого провідника — поперечний розмір друкованого провідника в будь-якому місці, видимому в плані;
- контактна площинка[2] (контактний майданчик) — частина провідного рисунка, яку використовують для сполучення електронних компонентів радіоелектронної апаратури;
- металізований отвір — отвір у друкованій плати з нанесеним на стінках провідниковим матеріалом;
- координатна сітка — сітка, яка визначає положення елементів рисунка друкованої плати у прямокутній або полярній системі координат;
- вузол координатної сітки — точка перетину ліній координатної сітки;
- крок координатної сітки — відстань між сусідніми лініями координатної сітки у лінійних або кутових одиницях.

## Матеріали
Матеріали, які використовують для виготовлення друкованих плат, повинні мати високі електроізолюючі властивості і достатню механічну міцність. Для виготовлення друкованих плат використовують фольговані та нефольговані листові діелектричні матеріали. Найширше використовують фольговані діелектрики.
Приклад запису позначення матеріалу: СФ-1-35-1,5 ГОСТ 10316-78, де:
- СФ — склотекстоліт фольгований;
- 1 — фольга з одного боку;
- 35 — товщина шару фольги (в мкм);
- 1,5 — товщина матеріалу, разом з шаром фольги (в мм).

## Виготовлення
Згідно з ДСТУ 2646-94 виготовлення друкованих плат здійснюють хімічним, електрохімічним або комбінованим методами, а останнім часом набуває також поширення адитивний метод.
Формування рисунка друкованих плат:
- сіткографічний,
- офсетний,
- фотохімічний: негативний і позитивний.

Зазвичай друкована плата проектується індивідуально залежно від електронної схеми і типів корпусів деталей. Для їх розробки існує спеціальне програмне забезпечення, яке дозволяє створювати креслення принципових схем, обирати найкраще розміщення електронних компонентів (для досягнення найменшої довжини струмопровідних доріжок, балансування сигнальних ліній, зменшення числа перемичок або шарів доріжок тощо), генерувати файли фотошаблонів та інструкцій для виготовлення друкованих плат на верстатах із ЧПК.

## Покриття
Плати покриваються лаком пензлем або зануренням. Альтернативи цьому покриттю досі не було. Технологія, запропонована ГК «Бінар Ко», заснована на нанесенні на готову плату ППКП за допомогою спеціального обладнання. У результаті обробки утворюється суцільне і рівномірне по товщині покриття від 5 мкм, яке не містить мікропорожнеч, має низьку волого-і газопроникність, чудові електроізоляційні властивості.